# Questions 67 & 68
Questions 67 & 68 is de debuutsingle van Chicago. Het is afkomstig van hun album Chicago Transit Authority. Schrijver Robert Lamm kreeg van zijn geliefde nogal wat vragen over hun relatie. In dit lied beantwoordde hij de vragen 67 en 68. De titel komt alleen voor in de slotregel van het lied.
Chicago zou een van de succesvolste muziekgroepen worden in de Billboard Hot 100. Dat was aan deze single nog niet te zien, want ze kwam niet verder dan een 71e plaats in een schamele drie weken. De single was nogal lang (voor toenmalige begrippen). Nadat Chicago diezelfde hitparade een aantal keren had bestegen met andere liedjes, werd Question 67 & 68 opnieuw uitgebracht in een kortere versie. Dat had succes, die korte versie haalde een 24e plaats. Nederland liet het nog afweten voor wat betreft hits.
Chicago werd in hun beginjaren mateloos populair in Japan. Zanger Peter Cetera en Lamm namen in 1971 een Japanstalige versie op. Die versie werd gezongen tijdens hun tournee aldaar. Opnamen verschenen op hun album Live in Japan, dat overigens destijds alleen in Japan verscheen.